# Ófalu (Magyarország)
Ófalu (németül: Ohwala, Ohfala; horvátul: Faluv) község Baranya vármegyében, a Pécsváradi járásban.

## Fekvése
Bonyhádtól kb. 15 km-re délre fekszik, 5 km-re a 6-os főútttól. Csak innen lehet aszfaltúton megközelíteni, földesúton Véménd és Cikó felől is elérhető. Keskeny völgyben található zsáktelepülés. Ófalu a Kelet-Mecsek határán a 6-os főközlekedési úttól 5 km-re fekvő sváb község, tagja a Kelet-Mecsek Gyöngyei turisztikai egyesületnek. Különleges természeti szépségét a települést övező 7 domboldal karéjban elhelyezkedő egymásra torlódó koszorúja adja.
Ófalu lakossága ma 330 fő, a lélekszám stagnál. A kb. 140 lakóházból mintegy 30 ház tulajdonosa német nyelvterületről származó külföldi állampolgár. Az idegenforgalmat elsősorban ezeknek a német állampolgároknak a nyári itt tartózkodás jelenti, ezenkívül falusi turizmussal 3-4 család foglalkozik, az elhelyezhető vendégek száma kb. 40 fő.
Egy 1426 körüli oklevél szerint Ófalu a pécsi püspök birtokához tartozott. A török hódoltság alatt elnéptelenedett községbe az 1750-es években érkeztek az első németajkú telepesek (Heckentapper-„bokorugrók”) Hessen területéről, leszármazottaik alkotják a mai napig Ófalu lakosságának 94%-át, akik ma is német nemzetiségűnek vallja magát, akik a sváb nyelvjárást élő nyelvként használják a faluban.
 A mecseki község méltán híres és látogatott, turisztikai gyöngyszemeink közé tartozik. Az országosan és nemzetközi szinten is ismert és elismert úti- és természetfilm rendező, Rockenbauer Pál emlékének tisztelgő Dél-dunántúli Kéktúra is áthalad a falun. Ezenkívül a Magyar Zarándokút önkormányzati társulás tagjaként szállásadó település is, mely által még több vállalkozó szellemű természetjáró ismerheti meg Ófalut és meseszép környezetét.

## Története
Ófalu nevét az oklevelek 1426-ban említették először Ofalu néven. A települést a török idők után az elpusztult települések közt tartották számon. 1740 után népesítette újra birtokosa a bonyhádi Perczel család. 1760 táján rövid időre német üvegkészítők telepedtek le a faluban.
Az erdős környezetben fekvő Ófalu fő foglalkozásai a fafeldolgozás (fafaragás, székkészítés).
Ófalu a 20. század elején Baranya vármegye pécsváradi járásához tartozott.
1989-ben tiltakozás bontakozott ki az ide tervezett atomhulladék-lerakó ellen.

## Közélete

### Polgármesterei
- 1990–1994: Angyal Lajosné (független)[5]
- 1994–1998: Kófiás Endre (független)[6]
- 1998–2002: Kófiás Endre (független német kisebbségi)[7]
- 2002–2006: Kófiás Endre (független német kisebbségi)[8]
- 2006–2010: Kófiás Endre Zsolt (független)[9]
- 2010–2012: Kófiás Endre Zsolt (független)[10]
- 2013–2014: Bechli Erzsébet (független)[11]
- 2014–2019: Bechli Erzsébet (független)[12]
- 2019–2024: Bechli Erzsébet (független)[13]
- 2024– : Szeibert Edéné (független)[1]

A településen 2013. március 24-én időközi polgármester-választást tartottak, az előző polgármester lemondása miatt.

## Népesség
Az 1910-es népszámlálási adatok szerint akkor a településnek 800 lakosa volt, ebből 53 magyar, 747 német volt, melyből 675 római katolikus, 118 evangélikus volt.
A település népességének változása:
| Lakosok száma | 326  | 319  | 316  | 349  | 347  | 345  | 335  | 336  |
|               | 2013 | 2014 | 2015 | 2019 | 2021 | 2022 | 2023 | 2024 |

A 2011-es népszámlálás során a lakosok 94,8%-a magyarnak, 83,5% németnek mondta magát (3,4% nem nyilatkozott; a kettős identitások miatt a végösszeg nagyobb lehet 100%-nál). A vallási megoszlás a következő volt: római katolikus 85,7%, református 0,6%, evangélikus 2,7%, felekezeten kívüli 0,3% (10,7% nem nyilatkozott).
2022-ben a lakosság 85,2%-a vallotta magát magyarnak, 63,8% németnek, 1,4% cigánynak, 6,7% egyéb, nem hazai nemzetiségűnek (8,4% nem nyilatkozott; a kettős identitások miatt a végösszeg nagyobb lehet 100%-nál). Vallásuk szerint 52,8% volt római katolikus, 0,9% evangélikus, 0,6% református, 2,3% egyéb katolikus, 8,1% felekezeten kívüli (35,4% nem válaszolt).

## Nevezetességei

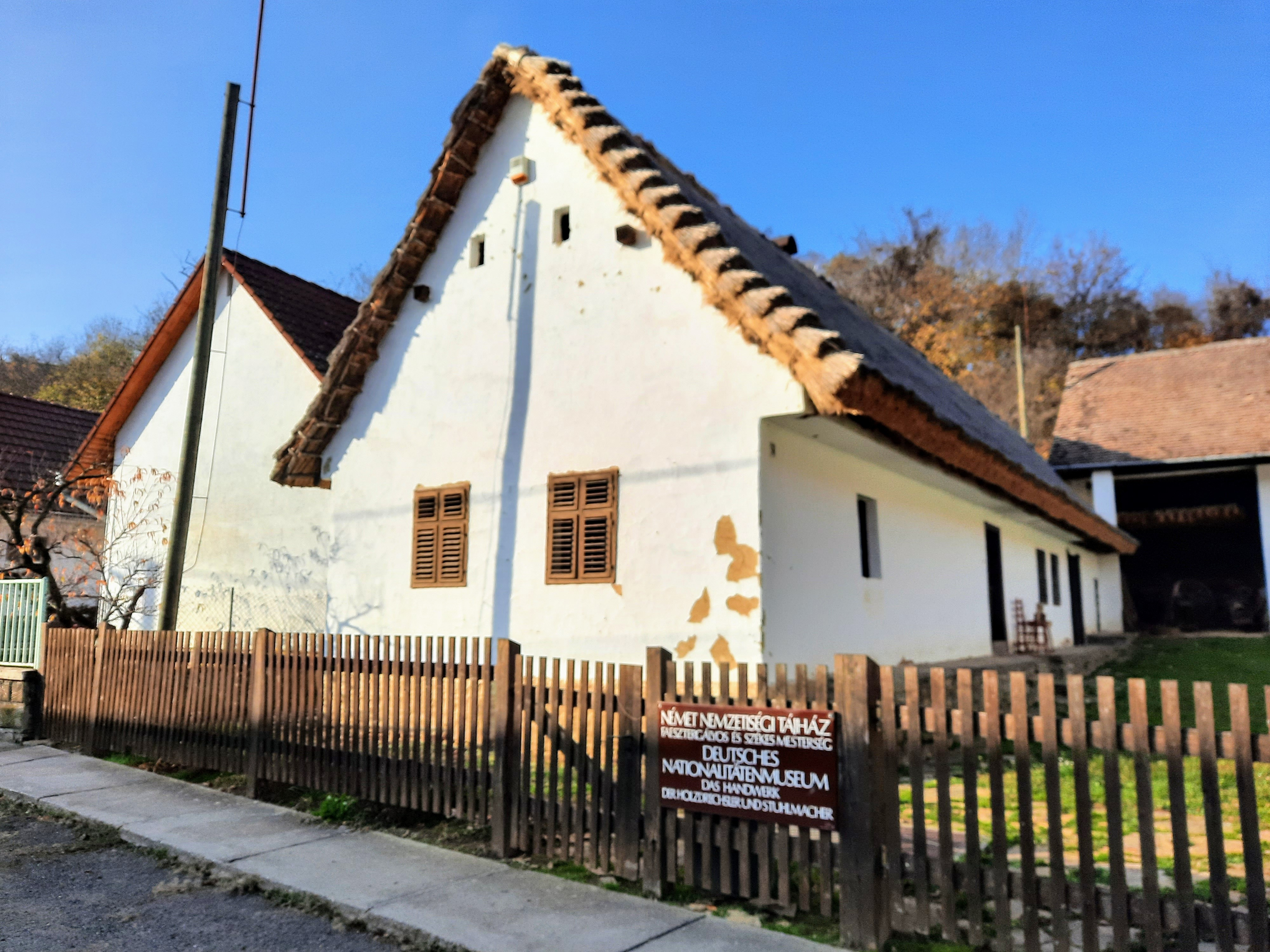
német tájház

- Német Nemzetiségi Tájház. A Német Nemzetiségi Múzeum az idetelepült németség kultúráját őrzi. A tájházban állandó kiállítás látható „Faesztergályos és székes mesterség” címmel. Községünkben jelenleg is dolgoznak faesztergályosok és székesek saját műhelyükben, gyékénnyel fonott székeik modern világunkban is keresettek.
- Római katolikus temploma – Páduai Szent Antal tiszteletére szentelték fel.  Az ófalui hitközség 1888-ban úgy döntött, hogy saját templomot épít. Erre a célra 1500,- korona állt rendelkezésre. A hiányzó összeg pótlására könyöradomány gyűjtésére kértek engedélyt a vármegye területére. Nagylelkű adományozó volt Walter Antal pécsi püspöki kanonok, Cikó szülötte (1939-1916.), valamint Wojnics Jozefa Etelka bárónő, a Perczel család tagja, Ófalu földbirtokosa. A templom építésében társadalmi munkában vettek részt a falu lakói, ki-ki tehetsége szerint. Az épíytést Horváth József helyi építőmester vezette. Az építkezés 1904-ben fejeződött be és június 13-án a megyés püspök Szent Antal tiszteletére szentelte fel. A falunapi rendezvényt is Szent Antal napjához kötik.
- Szent Vendel szobor.

## Ismert emberek
- Itt született 1947-ben dr. Kaltenbach Jenő jogász, a nemzeti és etnikai kisebbségi jogok országgyűlési biztosa.

### Ófalu díszpolgárai
- Hein Károly (volt tanácselnök)
- Pausch Antal
- Kaltenbach Jenő (nemzetiségi ombudsman)
- Bruno Scheideggert

## Külső hivatkozások
- Ófalu Önkormányzatának honlapja[halott link]
- Ófalu az utazom.com honlapján